# Nuoto ai Giochi della XVIII Olimpiade - 200 metri dorso maschili
La competizione dei 200 metri dorso maschili di nuoto ai Giochi della XVIII Olimpiade si è svolta nei giorni dall'11 al 12 ottobre 1964 allo Yoyogi National Gymnasium di Tokyo.

## Programma
| Data            | Round        | Note                                |
| --------------- | ------------ | ----------------------------------- |
| 11 ottobre 1964 | 5 Batterie   | I migliori 16 tempi alle semifinali |
| 12 ottobre 1964 | 2 Semifinali | I migliori 8 tempi alla finale      |
| 13 ottobre      | Finale       |                                     |

## Risultati

### Batterie
| Pos. | Atleta            | Nazione     | Tempo  | Posizione finale |
| ---- | ----------------- | ----------- | ------ | ---------------- |
| 1    | Robert Bennett    | Stati Uniti | 2'16"1 | 5                |
| 2    | Isagi Osumi       | Giappone    | 2'17"3 | 9                |
| 3    | Ralph Hutton      | Canada      | 2'17"8 | 10               |
| 4    | Henri van Osch    | Paesi Bassi | 2'19"1 | 15               |
| 5    | Lars Kraus Jensen | Danimarca   | 2'23"3 | 25               |
| 6    | Herman Verbauwen  | Belgio      | 2'24"9 | 26               |
| 7    | Michael Eu        | Malaysia    | 2'35"8 | 33               |

| Pos. | Atleta             | Nazione          | Tempo  | Posizione finale |
| ---- | ------------------ | ---------------- | ------ | ---------------- |
| 1    | Shigeo Fukushima   | Giappone         | 2'14"7 | 3                |
| 2    | Viktor Mazanov     | Unione Sovietica | 2'16"8 | 8                |
| 3    | Jürgen Dietze      | Germania         | 2'20"4 | 19               |
| 4    | Jan Weeteling      | Paesi Bassi      | 2'20"4 | 19               |
| 5    | John Douglas Byrom | Australia        | 2'27"0 | 29               |
| 6    | Ákos Gulyás        | Ungheria         | 2'30"5 | 31               |
| 7    | Elliot Chenaux     | Porto Rico       | 2'33"1 | 32               |

| Pos. | Atleta          | Nazione     | Tempo  | Posizione finale |
| ---- | --------------- | ----------- | ------ | ---------------- |
| 1    | Jed Graef       | Stati Uniti | 2'14"5 | 2                |
| 2    | Keisuke Ito     | Giappone    | 2'16"7 | 7                |
| 3    | Dino Rora       | Italia      | 2'17"8 | 10               |
| 4    | Jesús Cabrera   | Spagna      | 2'19"7 | 17               |
| 5    | Pedro Diz       | Argentina   | 2'24"9 | 26               |
| 6    | Gerhard Wieland | Austria     | 2'25"9 | 26               |
| 7    | Augusto Ferrero | Perù        | 2'29"9 | 30               |

| Pos. | Atleta                | Nazione        | Tempo  | Posizione finale |
| ---- | --------------------- | -------------- | ------ | ---------------- |
| 1    | Ezio Della Savia      | Italia         | 2'16"6 | 6                |
| 2    | Ernst-Joachim Küppers | Germania       | 2'17"9 | 12               |
| 3    | Ivan Ferák            | Cecoslovacchia | 2'20"0 | 18               |
| 4    | Friedrich Suda        | Austria        | 2'20"7 | 21               |
| 5    | Ron Jacks             | Canada         | 2'21"3 | 22               |
| 6    | Geoff Thwaites        | Gran Bretagna  | 2'22"0 | 23               |
| 7    | Chan Kam Hong         | Hong Kong      | 2'46"0 | 34               |

| Pos. | Atleta               | Nazione     | Tempo  | Posizione finale |
| ---- | -------------------- | ----------- | ------ | ---------------- |
| 1    | Gary Dilley          | Stati Uniti | 2'14"2 | 1                |
| 2    | Peter Reynolds       | Australia   | 2'15"9 | 4                |
| 3    | József Csikány       | Ungheria    | 2'18"3 | 13               |
| 4    | Wolfgang Wagner      | Germania    | 2'18"5 | 14               |
| 5    | Carlos van der Maath | Argentina   | 2'19"6 | 16               |
| 6    | Robert Christophe    | Francia     | 2'22"5 | 24               |

### Semifinali
| Pos. | Atleta           | Nazione     | Tempo  | Posizione finale |
| ---- | ---------------- | ----------- | ------ | ---------------- |
| 1    | Gary Dilley      | Stati Uniti | 2'13"8 | 2                |
| 2    | Shigeo Fukushima | Giappone    | 2'14"1 | 3                |
| 3    | Ralph Hutton     | Canada      | 2'15"8 | 7                |
| 4    | Robert Bennett   | Stati Uniti | 2'16"3 | 8                |
| 5    | Isagi Osumi      | Giappone    | 2'17"0 | 10               |
| 6    | József Csikány   | Ungheria    | 2'17"5 | 11               |
| 7    | Keisuke Ito      | Giappone    | 2'17"6 | 12               |
| 8    | Henri van Osch   | Paesi Bassi | 2'19"7 | 14               |

| Pos. | Atleta                | Nazione          | Tempo  | Posizione finale |
| ---- | --------------------- | ---------------- | ------ | ---------------- |
| 1    | Jed Graef             | Stati Uniti      | 2'13"7 | 1                |
| 2    | Ernst-Joachim Küppers | Germania         | 2'15"4 | 4                |
| 3    | Viktor Mazanov        | Unione Sovietica | 2'15"4 | 5                |
| 4    | Peter Reynolds        | Australia        | 2'15"6 | 6                |
| 5    | Dino Rora             | Italia           | 2'16"7 | 9                |
| 6    | Ezio Della Savia      | Italia           | 2'18"4 | 13               |
| 7    | Wolfgang Wagner       | Germania         | 2'20"2 | 15               |
| 8    | Carlos van der Maath  | Argentina        | 2'21"3 | 16               |

### Finale
| Pos.    | Atleta                | Nazione          | Tempo  |
| ------- | --------------------- | ---------------- | ------ |
| Oro     | Jed Graef             | Stati Uniti      | 2'10"3 |
| Argento | Gary Dilley           | Stati Uniti      | 2'10"5 |
| Bronzo  | Robert Bennett        | Stati Uniti      | 2'13"1 |
| 4       | Shigeo Fukushima      | Giappone         | 2'13"2 |
| 5       | Ernst-Joachim Küppers | Germania         | 2'15"7 |
| 6       | Viktor Mazanov        | Unione Sovietica | 2'15"9 |
| 7       | Ralph Hutton          | Canada           | 2'15"9 |
| 8       | Peter Reynolds        | Australia        | 2'16"6 |